# یواس‌اس واسوک (سی‌ام‌سی-۳)
یواس‌اس واسوک (سی‌ام‌سی-۳) (به انگلیسی: USS Wassuc (CMc-3)) یک کشتی بود که طول آن ۲۳۰ فوت ۶ اینچ (۷۰٫۲۶ متر) بود. این کشتی در سال ۱۹۲۴ ساخته شد.